# Bega River
Pour les articles homonymes, voir Bega.
La Bega River, aussi appelée Bemboka River dans son cours supérieur, est un fleuve situé à l'extrême sud de la Nouvelle-Galles du Sud, en Australie.

## Géographie
D'une longueur de 48,6 km, le fleuve prend sa source dans la Kybeyan Range, une partie de la cordillère australienne, et se jette dans l'océan Pacifique au nord de la ville de Tathra. Son principal affluent est la Brogo River, qui le rejoint au niveau de la ville de Bega, et son bassin s'étend sur 2 850 km2.